# Leptotarsus setivena
Leptotarsus setivena är en tvåvingeart som först beskrevs av Alexander 1929.  Leptotarsus setivena ingår i släktet Leptotarsus och familjen storharkrankar. Inga underarter finns listade i Catalogue of Life.